# 1000-jährige Eiche Bad Blumau
Koordinaten: 47° 6′ 18″ N, 16° 2′ 54,3″ O

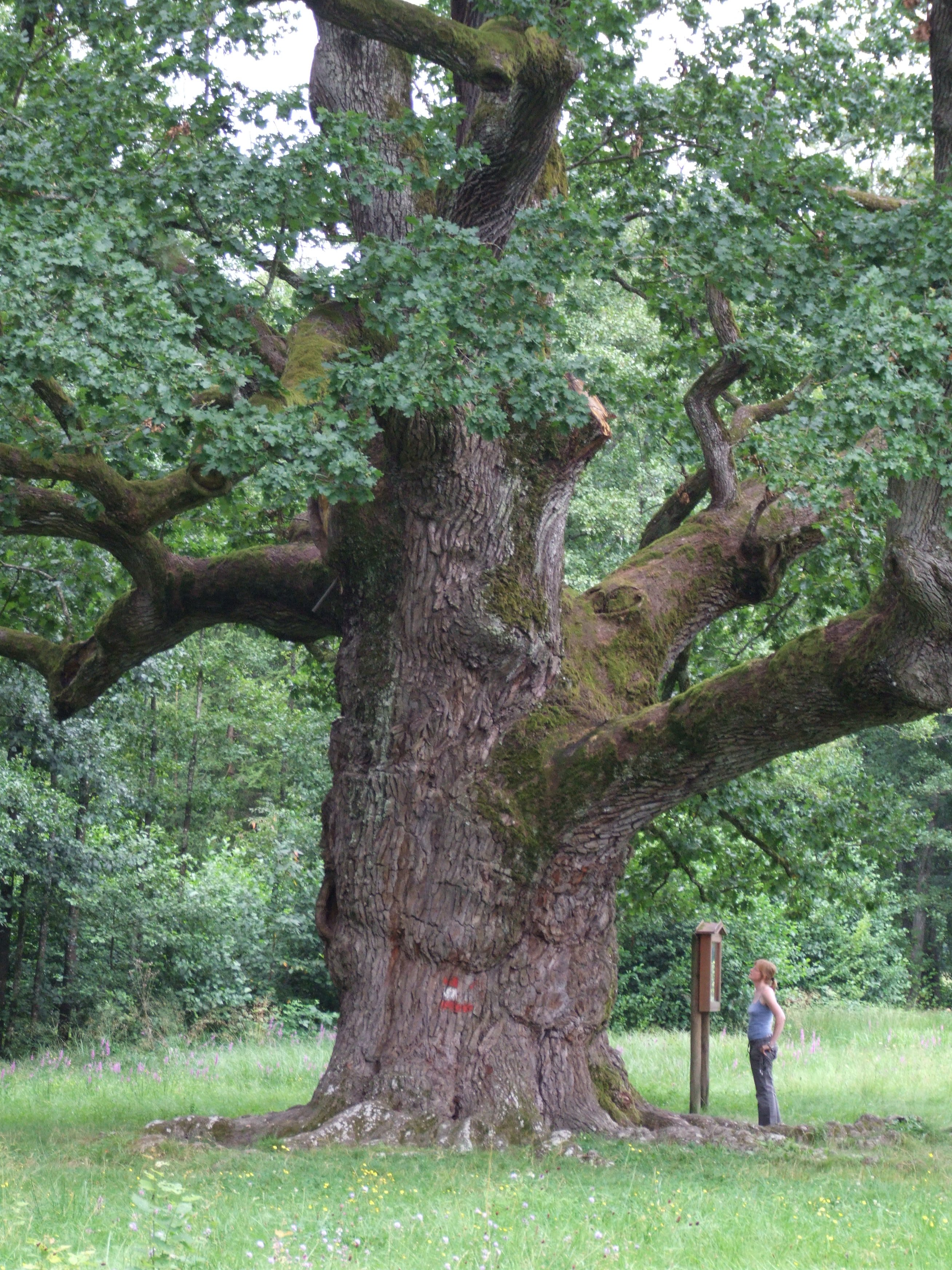
Die 1000-jährige Eiche Bad Blumau

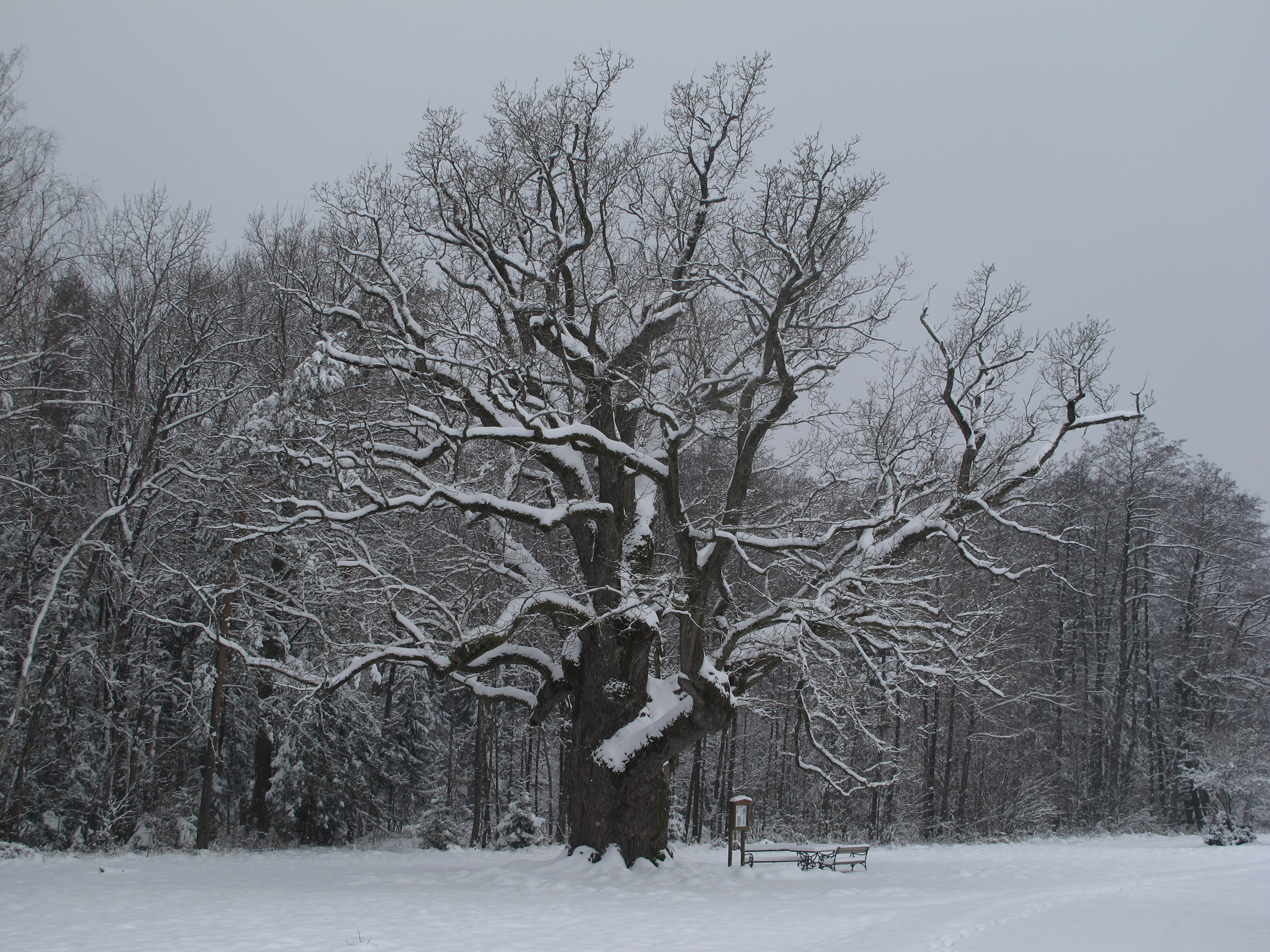
Die Eiche im Winter

Die 1000-jährige Eiche Bad Blumau, von der dortigen Bevölkerung die dicke Oachn genannt, ist eine alte Stiel-Eiche und gilt als älteste Eiche Europas. Innerhalb der Gemeinde Bad Blumau im österreichischen Bundesland Steiermark steht sie am Eichenweg zwischen Bierbaum an der Safen und Loimeth.
Die Eiche ist etwa 30 Meter hoch, der Durchmesser des Stammes beträgt 2,50 Meter, der Umfang 8,75 Meter. Der Kronendurchmesser beträgt etwa 50 Meter. Um den Stamm zu umfassen, werden sieben Erwachsene benötigt. Der Platz um den Baum wurde früher als Versammlungs- und Tanzplatz genutzt.
In den 1970er Jahren goss man den Baum nach einem Blitzschlag mit Beton aus. Dadurch konnte aber das Wasser nicht mehr abfließen, und die Eiche begann zu verfaulen. Dies wurde 1989 von dem Baumchirurgen Manfred Saller erkannt, und der Kern wurde mit Presslufthämmern entfernt, faules Holz entfernt und durch Rohre Abflussmöglichkeiten für das Wasser geschaffen. Der Baum gewann wieder seine Vitalität. Die Arbeiten wurden durch eine Spende von Heidi Horten ermöglicht.
Die Eiche ist über den Bad Blumauer Rundwanderweg 3 oder über den Fahrradweg FF8 gut zu erreichen.

## Quelle
- Prospekt: Die 1000-jährige Eiche, herausgegeben von der Thermengemeinde Bad Blumau

## Einzelnachweis
1. ↑  Kleine Zeitung (Hrsg.): 1000jährige Eiche. (Memento vom 2. Mai 2014 im Internet Archive)